# NGC 5837
NGC 5837 est une galaxie spirale barrée relativement éloignée et située dans la constellation du Bouvier. Sa vitesse par rapport au fond diffus cosmologique est de 8 836 ± 13 km/s, ce qui correspond à une distance de Hubble de 130,3 ± 9,1 Mpc (∼425 millions d'al). NGC 5837 a été découverte par l'astronome américain Lewis Swift en 1887.
NGC 5387 présente une large raie HI. Selon la base de données Simbad, NGC 5837 est une radiogalaxie.
À ce jour, cinq mesures non basées sur le décalage vers le rouge (redshift) donnent une distance de 108,680 ± 18,658 Mpc (∼354 millions d'al), ce qui est à l'intérieur des valeurs de la distance de Hubble. Notons cependant que c'est avec la valeur moyenne des mesures indépendantes, lorsqu'elles existent, que la base de données NASA/IPAC calcule le diamètre d'une galaxie et qu'en conséquence le diamètre de NGC 5837 pourrait être d'environ 40,1 kpc (∼131 000 al) si on utilisait la distance de Hubble pour le calculer.

## Supernova
Deux supernovas ont été découvertes dans NGC 5837 : SN 2014 ac et SN 2015Zce.

### SN 2014ac
Cette supernova a été découverte le 9 mars 2014 par S. Leonini, G. Guerrini, P. Rosi, M. Conti et L.M. Tinjaca Ramirez du groupe ISSP (Italian Supernovae Search Project). Cette supernova était de type Ia.

### SN 2015
Cette supernova a été découverte dans NGC 5837 le 16 juin 2015 par l'astronome amateur britannique Ron Arbour. Cette supernova était de type IIn-pec.